# Campionati sloveni di sci alpino 2004
I Campionati sloveni di sci alpino 2004 si sono svolti a Innerkrems (in Austria), a Krvavec e a Rogla dal 19 marzo al 16 aprile. Il programma ha incluso gare di discesa libera, supergigante, slalom gigante, slalom speciale e combinata, tutte sia maschili sia femminili.
Trattandosi di competizioni valide anche ai fini del punteggio FIS, vi hanno partecipato anche sciatori di altre federazioni, senza che questo consentisse loro di concorrere al titolo nazionale sloveno.

## Risultati

### Uomini

#### Discesa libera
| Pos. | Atleta        | Nazione  | Tempo   |
| ---- | ------------- | -------- | ------- |
| 1    | Andrej Šporn  | Slovenia | 1:17,56 |
| 2    | Peter Pen     | Slovenia | 1:17,78 |
| 3    | Rok Perko     | Slovenia | 1:18,29 |
| 4    | Alek Glebov   | Slovenia | 1:18,63 |
| 5    | Ožbi Ošlak    | Slovenia | 1:18,66 |
| 6    | Aleš Gorza    | Slovenia | 1:18,83 |
| 7    | Thomas Franz  | Austria  | 1:19,11 |
| 8    | Matija Grašić | Slovenia | 1:19,14 |
| 9    | Gašper Markič | Slovenia | 1:19,39 |
| 10   | Janez Jazbec  | Slovenia | 1:19,45 |

Data: 19 marzo

Località: Innerkrems

#### Supergigante
| Pos. | Atleta           | Nazione   | Tempo   |
| ---- | ---------------- | --------- | ------- |
| 1    | Rok Perko        | Slovenia  | 1:14,26 |
| 2    | Craig Branch     | Australia | 1:14,66 |
| 3    | Petr Záhrobský   | Rep. Ceca | 1:14,92 |
| 4    | Janez Jazbec     | Slovenia  | 1:15,06 |
| 5    | Thomas Graggaber | Austria   | 1:15,07 |
| 6    | Peter Pen        | Slovenia  | 1:15,10 |
| 7    | Alek Glebov      | Slovenia  | 1:15,19 |
| 8    | Aleš Gorza       | Slovenia  | 1:15,65 |
| 9    | Christian Mayer  | Austria   | 1:15,66 |
| 10   | Martin Vráblík   | Rep. Ceca | 1:15,75 |

Data: 20 marzo

Località: Innerkrems

#### Slalom gigante
| Pos. | Atleta               | Nazione  | Tempo   |
| ---- | -------------------- | -------- | ------- |
| 1    | Aleš Gorza           | Slovenia | 1:56,70 |
| 2    | Mitja Valenčič       | Slovenia | 1:56,79 |
| 3    | Miha Malus           | Slovenia | 1:56,83 |
| 4    | Bernard Vajdič       | Slovenia | 1:57,18 |
| 5    | Matej Pogačnik       | Slovenia | 1:58,63 |
| 6    | Joachim Puchner      | Austria  | 1:58,78 |
| 7    | Rok Perko            | Slovenia | 1:58,84 |
| 8    | Gašper Markič        | Slovenia | 1:59,00 |
| 9    | Aleš Valenti         | Slovenia | 1:59,08 |
| 10   | Clemens Unterdechler | Austria  | 1:59,21 |

Data: 16 aprile

Località: Krvavec

#### Slalom speciale
| Pos. | Atleta            | Nazione     | Tempo   |
| ---- | ----------------- | ----------- | ------- |
| 1    | Mitja Kunc        | Slovenia    | 1:37,57 |
| 2    | Jure Košir        | Slovenia    | 1:37,83 |
| 3    | Rene Mlekuž       | Slovenia    | 1:38,12 |
| 4    | Rogier Oosterbaan | Paesi Bassi | 1:38,21 |
| 5    | Drago Grubelnik   | Slovenia    | 1:38,38 |
| 6    | Mitja Valenčič    | Slovenia    | 1:38,40 |
| 7    | Christoph Dreier  | Austria     | 1:38,41 |
| 8    | Naoki Yuasa       | Giappone    | 1:38,43 |
| 9    | Bernard Vajdič    | Slovenia    | 1:38,44 |
| 10   | Yasuhiro Ikuta    | Giappone    | 1:38,97 |

Data: 28 marzo

Località: Rogla

#### Combinata
| Pos. | Atleta         | Nazione  |
| ---- | -------------- | -------- |
| 1    | Bernard Vajdič | Slovenia |
| 2    | ?              | ?        |
| 3    | ?              | ?        |

### Donne

#### Discesa libera
| Pos. | Atleta                    | Nazione  | Tempo   |
| ---- | ------------------------- | -------- | ------- |
| 1    | Urška Rabič               | Slovenia | 1:21,66 |
| 2    | Maša Redenšek             | Slovenia | 1:22,06 |
| 3    | Petra Robnik              | Slovenia | 1:22,43 |
| 4    | Ana Drev                  | Slovenia | 1:23,19 |
| 5    | Ana Kobal                 | Slovenia | 1:23,51 |
| 6    | Nina-Katarina Mihovilović | Slovenia | 1:23,59 |
| 7    | Lana Grandovec            | Slovenia | 1:23,81 |
| 8    | Alenka Kuerner            | Slovenia | 1:23,98 |
| 9    | Corina Stocker            | Austria  | 1:24,14 |
| 10   | Mateja Robnik             | Slovenia | 1:24,22 |

Data: 19 marzo

Località: Innerkrems

#### Supergigante
| Pos. | Atleta                    | Nazione  | Tempo   |
| ---- | ------------------------- | -------- | ------- |
| 1    | Ana Drev                  | Slovenia | 1:16,42 |
| 2    | Urška Rabič               | Slovenia | 1:17,73 |
| 3    | Mateja Robnik             | Slovenia | 1:18,17 |
| 4    | Lana Grandovec            | Slovenia | 1:18,69 |
| 5    | Maša Redenšek             | Slovenia | 1:18,75 |
| 6    | Petra Robnik              | Slovenia | 1:18,97 |
| 7    | Nina-Katarina Mihovilović | Slovenia | 1:19,48 |
| 8    | Alenka Kuerner            | Slovenia | 1:19,59 |
| 9    | Andreja Rataj             | Slovenia | 1:19,61 |
| 10   | Katja Jazbec              | Slovenia | 1:19,69 |

Data: 20 marzo

Località: Innerkrems

#### Slalom gigante
| Pos. | Atleta           | Nazione  | Tempo   |
| ---- | ---------------- | -------- | ------- |
| 1    | Tina Maze        | Slovenia | 2:28,70 |
| 2    | Ana Drev         | Slovenia | 2:29,74 |
| 3    | Kumiko Kashiwagi | Giappone | 2:29,97 |
| 4    | Mojca Suhadolc   | Slovenia | 2:30,07 |
| 5    | Ana Jelušić      | Croazia  | 2:30,24 |
| 6    | Ana Kobal        | Slovenia | 2:31,11 |
| 7    | Alenka Kuerner   | Slovenia | 2:31,33 |
| 8    | Nika Fleiss      | Croazia  | 2:31,57 |
| 9    | Lana Grandovec   | Slovenia | 2:31,61 |
| 10   | Urška Rabič      | Slovenia | 2:31,69 |

Data: 29 marzo

Località: Krvavec

#### Slalom speciale
| Pos. | Atleta            | Nazione   | Tempo   |
| ---- | ----------------- | --------- | ------- |
| 1    | Ana Drev          | Slovenia  | 1:35,20 |
| 2    | Tina Maze         | Slovenia  | 1:36,07 |
| 3    | Ana Kobal         | Slovenia  | 1:36,71 |
| 4    | Alenka Kuerner    | Slovenia  | 1:38,22 |
| 5    | Mateja Robnik     | Slovenia  | 1:38,40 |
| 6    | Evgenija Ivačenko | Russia    | 1:38,57 |
| 6    | Mojca Rataj       | Slovenia  | 1:38,57 |
| 8    | Špela Pretnar     | Slovenia  | 1:38,66 |
| 9    | Michaela Smutná   | Rep. Ceca | 1:38,73 |
| 10   | Lana Grandovec    | Slovenia  | 1:38,83 |

Data: 27 marzo

Località: Rogla

#### Combinata
| Pos. | Atleta   | Nazione  |
| ---- | -------- | -------- |
| 1    | Ana Drev | Slovenia |
| 2    | ?        | ?        |
| 3    | ?        | ?        |